# محمد حنیف
محمد حنيف (مواليد 1339 ، بروجرد) روائي وباحث في الرواية، اختير لجوائز مثل كتاب عام إيران، جائزة جلال آل أحمد، كتاب عام الشهيد غنيبور، مهرجان القلم الذهبي، كتاب عام الدفاع المقدس ومهرجان يحتفي بكبار الباحثين والتقنيين في البلاد.

## سيرة
عندما كان طفلاً ومراهقًا، عانى حنيف من مجموعة متنوعة من الأعمال اليدوية. حصل على شهادته من مدرسة ثانوية بهلوي بروجرد. ثم أصبح مدرسًا في قريتي بروجرد وأزنا. التحق بالجامعة بعد فترة من الطرد والإنهاء.
أكمل درجة البكالوريوس في تدريس التاريخ من جامعة تربية المعلم في طهران ، ودرجة الماجستير في جامعة آزاد الإسلامية في طهران ، ودورة الدكتوراه في التاريخ في جامعة آزاد الإسلامية ، فرع طهران للعلوم والبحوث. ومن هذا المؤلف تم نشر عدة روايات تاريخية و فولكلورية وكتب في مجال الرواية وبحوث تاريخية وأدب شعبي. على الرغم من أن حنيف كتب في البداية مقالات وأبحاثًا في مجال التاريخ والثقافة الشعبية ، إلا أنه ركز على الرواية لسنوات عديدة.

## كتب
- مع العمل الشاق (2019)
- ‌ سحر جوبتا (2018)
- ‌ ذلك الرجل شم رائحة الموت منذ ذلك الحين (2017)
- ‌القبعة السحرية والتمثال النحاسي (2012)
- القفص: الحياة في معسكر السجن (2009)
- أحلام الغزلان (2008)
- زهور الجليدية (1998)